# Lijst van gemeentelijke monumenten in Schoonhoven
De plaats Schoonhoven, onderdeel van de gemeente Krimpenerwaard kent 92 gemeentelijke monumenten. Hieronder een overzicht.
| Object                                                                                                   | Bouwjaar                            | Architect                     | Locatie                                        | Coördinaten                   | Nr.         | Afbeelding                                                                                               |
| --- | ----------------------------------- | ----------------------------- | ---------------------------------------------- | ----------------------------- | ----------- | --- |
| Schuur, voorm. zilversmidwerkplaats in traditionele baksteenarchitectuur                                 | 1900-1910                           |                               | Albrecht Beylinggracht 16                      | 51° 56' 53" NB, 4° 50' 56" OL | 1931/11-01  | Schuur, voorm. zilversmidwerkplaats in traditionele baksteenarchitectuur                                 |
| Woonhuis, voorm. woonhuis met artsenpraktijk met eclectische kenmerken                                   | 1885                                |                               | Albrecht Beylinggracht 26                      | 51° 56' 54" NB, 4° 50' 57" OL | 1931/04-01  | Woonhuis, voorm. woonhuis met artsenpraktijk met eclectische kenmerken                                   |
| Woonhuis met eclectische kenmerken                                                                       | 1885                                |                               | Albrecht Beylinggracht 28                      | 51° 56' 54" NB, 4° 50' 58" OL | 1931/04-02  | Woonhuis met eclectische kenmerken                                                                       |
| Woonhuis met eclectische kenmerken                                                                       | 1885                                |                               | Albrecht Beylinggracht 30                      | 51° 56' 54" NB, 4° 50' 58" OL | 1931/04-03  | Woonhuis met eclectische kenmerken                                                                       |
| Woonhuis met kenmerken van Hollandse neorenaissance en classicisme-stijl                                 | 1884                                |                               | Albrecht Beylinggracht 32                      | 51° 56' 54" NB, 4° 50' 58" OL | 1931/04-04  | Woonhuis met kenmerken van Hollandse neorenaissance en classicisme-stijl                                 |
| Woonhuis met kenmerken van Hollandse neorenaissance en classicisme-stijl                                 | 1884                                |                               | Albrecht Beylinggracht 34                      | 51° 56' 54" NB, 4° 50' 59" OL | 1931/04-05  | Woonhuis met kenmerken van Hollandse neorenaissance en classicisme-stijl                                 |
| Woonhuis met kenmerken van Hollandse neorenaissancestijl                                                 | 1884                                |                               | Albrecht Beylinggracht 36                      | 51° 56' 54" NB, 4° 50' 59" OL | 1931/04-06  | Woonhuis met kenmerken van Hollandse neorenaissancestijl                                                 |
| Woonhuis met kenmerken van Hollandse neorenaissancestijl                                                 | 1884                                |                               | Albrecht Beylinggracht 38                      | 51° 56' 54" NB, 4° 50' 59" OL | 1931/04-07  | Woonhuis met kenmerken van Hollandse neorenaissancestijl                                                 |
| Woonhuis met kenmerken van Hollandse neorenaissancestijl                                                 | 1884                                |                               | Albrecht Beylinggracht 40                      | 51° 56' 55" NB, 4° 50' 60" OL | 1931/04-08  | Woonhuis met kenmerken van Hollandse neorenaissancestijl                                                 |
| Woonhuis met kenmerken van Hollandse neorenaissancestijl                                                 | 1884                                |                               | Albrecht Beylinggracht 42                      | 51° 56' 55" NB, 4° 50' 60" OL | 1931/04-09  | Woonhuis met kenmerken van Hollandse neorenaissancestijl                                                 |
| Urinoir in nieuwe zakelijkheid / De Stijl                                                                | 1932                                | D. Visser                     | Buiten de Veerpoort 1 Ae01                     | 51° 56' 34" NB, 4° 51' 10" OL | 1931/05-012 | Urinoir in nieuwe zakelijkheid / De Stijl                                                                |
| Fabrieksschoorsteen Dika                                                                                 | 1936-1954                           |                               | Buiten de Veerpoort 5                          | 51° 56' 36" NB, 4° 51' 25" OL | 1931/14-01  | Fabrieksschoorsteen Dika                                                                                 |
| Woonhuis in zakelijk expressionisme-stijl                                                                | 1930                                | C. Slob                       | De Montignylaan 22                             | 51° 56' 41" NB, 4° 51' 42" OL | 1931/14-19  | Woonhuis in zakelijk expressionisme-stijl                                                                |
| Villa de Vrijheid in zakelijk expressionisme-stijl                                                       | 1934                                | T. Sikma                      | De Montignylaan 23                             | 51° 56' 39" NB, 4° 51' 40" OL | 1931/14-20  | Villa de Vrijheid in zakelijk expressionisme-stijl                                                       |
| Woonhuis De Wijde blik in zakelijk expressionisme-stijl                                                  | 1932                                | T. Sikma                      | De Montignylaan 24                             | 51° 56' 40" NB, 4° 51' 42" OL | 1931/14-21  | Woonhuis De Wijde blik in zakelijk expressionisme-stijl                                                  |
| Woonhuis en thans kantoor, voorm. Woonhuis in neorenaissancestijl                                        | eind 19e, begin 20e eeuw            |                               | Doelenplein 11                                 | 51° 56' 49" NB, 4° 51' 8" OL  | 1931/14-02  | Woonhuis en thans kantoor, voorm. Woonhuis in neorenaissancestijl                                        |
| Woonhuis, voorm. dokterswoning met praktijk in eclectische stijl                                         | 1892                                |                               | Haven 71                                       | 51° 56' 46" NB, 4° 51' 7" OL  | 1931/14-03  | Meer afbeeldingen                                                                                        |
| Schuur, voorm. zilversmidwerkplaats in traditionele baksteenarchitectuu                                  | 1912                                |                               | Havenstraat 15                                 | 51° 56' 41" NB, 4° 51' 1" OL  | 1931/11-02  | Upload foto                                                                                              |
| Twee zilversmidwerkplaatsen met tuinmuur in traditionele baksteenarchitectuu                             | <1832 en midden 19de eeuw           |                               | Havenstraat 47A                                | 51° 56' 50" NB, 4° 50' 59" OL | 1931/11-03  | Upload foto                                                                                              |
| Woonhuis, voorm. zilversmidwerkplaats in traditionele baksteenarchitectuur                               | 1921                                |                               | Havenstraat 64                                 | 51° 56' 42" NB, 4° 50' 60" OL | 1931/11-04  | Woonhuis, voorm. zilversmidwerkplaats in traditionele baksteenarchitectuur                               |
| Woonhuis met zilversmidwerkplaats in traditionele baksteenarchitectuur                                   | 1906                                |                               | Havenstraatsewal 15                            | 51° 56' 42" NB, 4° 50' 59" OL | 1931/11-05  | Woonhuis met zilversmidwerkplaats in traditionele baksteenarchitectuur                                   |
| Theater, voorm. kerk, traditioneel bakstenen gebouw met neostijlen                                       | 1885-1890                           |                               | Het Klooster 5                                 | 51° 56' 41" NB, 4° 51' 13" OL | 1931/14-04  | Theater, voorm. kerk, traditioneel bakstenen gebouw met neostijlen                                       |
| Woonhuis, voorm. nutsgebouw De Koperdoos in Amsterdamse School en Stijlgroep                             | 1930                                |                               | Het Klooster 10-12                             | 51° 56' 41" NB, 4° 51' 13" OL | 1931/14-05  | Woonhuis, voorm. nutsgebouw De Koperdoos in Amsterdamse School en Stijlgroep                             |
| Voormalig schoolgebouw Jan Kortlandschool in Amsterdamse School / De Stijl                               | 1930                                | D. Visser                     | Jan Kortlandstraat 2                           | 51° 56' 51" NB, 4° 51' 10" OL | 1931/06-001 | Voormalig schoolgebouw Jan Kortlandschool in Amsterdamse School / De Stijl                               |
| Woonhuis met zilversmidwerkplaats in sobere detaillering in neorenaissancestijl                          | 1899-1900                           |                               | Jan Kortlandstraat 11                          | 51° 56' 53" NB, 4° 51' 8" OL  | 1931/11-06  | Woonhuis met zilversmidwerkplaats in sobere detaillering in neorenaissancestijl                          |
| Woonhuis met zilversmidwerkplaats in sobere detaillering in neorenaissancestijl                          | 1899-1900                           |                               | Jan Kortlandstraat 13                          | 51° 56' 53" NB, 4° 51' 8" OL  | 1931/11-07  | Woonhuis met zilversmidwerkplaats in sobere detaillering in neorenaissancestijl                          |
| Woonhuis, voorm. zilversmidwerkplaats in traditionele baksteenarchitectuur                               | 1900                                |                               | Jan Kortlandstraat 15                          | 51° 56' 53" NB, 4° 51' 8" OL  | 1931/11-19  | Woonhuis, voorm. zilversmidwerkplaats in traditionele baksteenarchitectuur                               |
| Zilversmidwerkplaats in traditionele baksteenarchitectuur                                                | 1921, kern 17de eeuw                |                               | Koestraat 1                                    | 51° 56' 38" NB, 4° 51' 3" OL  | 1931/11-08  | Upload foto                                                                                              |
| Zilversmidwerkplaats in traditionele baksteenarchitectuur                                                | 1935, kern 19de eeuw                |                               | Koestraat 21                                   | 51° 56' 41" NB, 4° 51' 3" OL  | 1931/11-09  | Upload foto                                                                                              |
| Koetshuis Uitspanning in traditionele overgangsarchitectuur                                              | 17de t/m 20ste eeuw                 |                               | Koestraat 69                                   | 51° 56' 48" NB, 4° 51' 3" OL  | 1931/14-22  | Koetshuis Uitspanning in traditionele overgangsarchitectuur                                              |
| Woonhuis, voorm. toneel- en concertzaal en bioscoop Het Nutsgebouw in overgangsarchitectuur              | 1906                                |                               | Koestraat 72                                   | 51° 56' 45" NB, 4° 51' 2" OL  | 1931/14-06  | Woonhuis, voorm. toneel- en concertzaal en bioscoop Het Nutsgebouw in overgangsarchitectuur              |
| Herenhuis, voorm. zilversmidhuis De Seven Sterren in eclectische stijl                                   | 1880                                |                               | Koestraat 110                                  | 51° 56' 49" NB, 4° 51' 1" OL  | 1931/14-07  | Herenhuis, voorm. zilversmidhuis De Seven Sterren in eclectische stijl                                   |
| Koetshuis (nu woning) in chaletstijl                                                                     | 1891                                | waarschijnlijk C. Zaal        | Koestraat 146                                  | 51° 56' 53" NB, 4° 51' 1" OL  | 1931/05-001 | Koetshuis (nu woning) in chaletstijl                                                                     |
| Koetshuis (nu woning) in chaletstijl                                                                     | 1891                                | waarschijnlijk C. Zaal        | Koestraat 148                                  | 51° 56' 53" NB, 4° 51' 1" OL  | 1931/05-002 | Koetshuis (nu woning) in chaletstijl                                                                     |
| Koetshuis (nu woning) in chaletstijl                                                                     | 1891                                | waarschijnlijk C. Zaal        | Koestraat 150                                  | 51° 56' 54" NB, 4° 51' 1" OL  | 1931/05-003 | Koetshuis (nu woning) in chaletstijl                                                                     |
| Koestraat brug in traditionele baksteenarchitectuur                                                      | 1920                                |                               | Koestraat bij 150                              | 51° 56' 54" NB, 4° 51' 1" OL  | 1931/05-004 | Koestraat brug in traditionele baksteenarchitectuur                                                      |
| Herenhuis, voorm. zilversmidwerkplaats in traditionele baksteenarchitectuur                              | 1890                                |                               | Korte Dijk 19                                  | 51° 56' 39" NB, 4° 51' 13" OL | 1931/11-10  | Herenhuis, voorm. zilversmidwerkplaats in traditionele baksteenarchitectuur                              |
| Woonhuis, voorm. pakhuis in traditionele stijl                                                           | 1800-1820                           |                               | Korte Dijk 27 / Scheepmakershaven 32           | 51° 56' 39" NB, 4° 51' 14" OL | 1931/14-23  | Woonhuis, voorm. pakhuis in traditionele stijl                                                           |
| Remonstrantse zaalkerk met eclectische kenmerken                                                         | 1881                                |                               | Kruispoortstraat 8                             | 51° 56' 55" NB, 4° 51' 3" OL  | 1931/05-005 | Remonstrantse zaalkerk met eclectische kenmerken                                                         |
| Woonhuis, voorm. slachterij in overgangsarchitectuur                                                     | 1924                                | C. en P.P. Kok (aannemers)    | Lange Weistraat 60                             | 51° 56' 46" NB, 4° 51' 12" OL | 1931/14-24  | Woonhuis, voorm. slachterij in overgangsarchitectuur                                                     |
| Elektriciteitshuisje in nieuwe zakelijkheid-stijl                                                        | ca 1925                             |                               | Lange Weistraat nabij 6a                       | 51° 56' 40" NB, 4° 51' 9" OL  | 1931/14-25  | Elektriciteitshuisje in nieuwe zakelijkheid-stijl                                                        |
| Villa, voorm. zilversmidwerkplaats in sobere Amsterdamse School-stijl                                    | 1933                                | D. Visser                     | Lekdijk West 3                                 | 51° 56' 36" NB, 4° 50' 57" OL | 1931/11-11  | Villa, voorm. zilversmidwerkplaats in sobere Amsterdamse School-stijl                                    |
| Kop-rompboerderij met leilinden                                                                          | begin 19e eeuw                      |                               | Lekdijk West 67                                | 51° 56' 33" NB, 4° 50' 32" OL | 1931/14-16  | Kop-rompboerderij met leilinden                                                                          |
| Winkel met woningen, voorm. post - en telegraafkantoor in art nouveau en neorenaissancestijl             | ca 1900                             | Rijksarchitect, naam onbekend | Lopikerstraat 9-11, hoek Korte Weistraat 23-25 | 51° 56' 47" NB, 4° 51' 9" OL  | 1931/14-08  | Winkel met woningen, voorm. post - en telegraafkantoor in art nouveau en neorenaissancestijl             |
| Winkel met woning in chaletstijl en eclectische stijl                                                    | Eind 19de/ begin 20ste eeuw         |                               | Lopikerstraat 25                               | 51° 56' 47" NB, 4° 51' 11" OL | 1931/14-26  | Meer afbeeldingen                                                                                        |
| Winkel met bovenwoning in eclecticisme met invloeden art-nouveaustijl                                    | 1901                                |                               | Lopikerstraat 30                               | 51° 56' 48" NB, 4° 51' 11" OL | 1931/05-020 | Winkel met bovenwoning in eclecticisme met invloeden art-nouveaustijl                                    |
| Schuur/berging, voorm. zilversmidwerkplaats in traditionele baksteenarchitectuur                         | 18de eeuw (mogelijk oudere kern)    |                               | Lopikerstraat 38 / Doelenplein 2               | 51° 56' 48" NB, 4° 51' 13" OL | 1931/11-12  | Upload foto                                                                                              |
| Winkel met bovenwoning in expressief eclectische stijl                                                   | 1910                                | aannemer Peltenburg           | Lopikerstraat 51                               | 51° 56' 47" NB, 4° 51' 17" OL | 1931/05-019 | Winkel met bovenwoning in expressief eclectische stijl                                                   |
| Woonhuis De Acht Zaligheden in traditionele stijl                                                        | begin 20ste eeuw                    |                               | Lopikerweg 2a                                  | 51° 56' 54" NB, 4° 51' 20" OL | 1931/14-27  | Woonhuis De Acht Zaligheden in traditionele stijl                                                        |
| Woonhuis De Acht Zaligheden in traditionele stijl                                                        | begin 20ste eeuw                    |                               | Lopikerweg 4                                   | 51° 56' 55" NB, 4° 51' 20" OL | 1931/14-28  | Woonhuis De Acht Zaligheden in traditionele stijl                                                        |
| Woonhuis De Acht Zaligheden in traditionele stijl                                                        | begin 20ste eeuw                    |                               | Lopikerweg 6                                   | 51° 56' 55" NB, 4° 51' 20" OL | 1931/14-29  | Woonhuis De Acht Zaligheden in traditionele stijl                                                        |
| Woonhuis De Acht Zaligheden in traditionele stijl                                                        | begin 20ste eeuw                    |                               | Lopikerweg 8                                   | 51° 56' 55" NB, 4° 51' 20" OL | 1931/14-30  | Woonhuis De Acht Zaligheden in traditionele stijl                                                        |
| Woonhuis De Acht Zaligheden in traditionele stijl                                                        | begin 20ste eeuw                    |                               | Lopikerweg 10                                  | 51° 56' 55" NB, 4° 51' 20" OL | 1931/14-31  | Woonhuis De Acht Zaligheden in traditionele stijl                                                        |
| Woonhuis De Acht Zaligheden in traditionele stijl                                                        | begin 20ste eeuw                    |                               | Lopikerweg 12                                  | 51° 56' 55" NB, 4° 51' 20" OL | 1931/14-32  | Woonhuis De Acht Zaligheden in traditionele stijl                                                        |
| Woonhuis De Acht Zaligheden in traditionele stijl                                                        | begin 20ste eeuw                    |                               | Lopikerweg 14                                  | 51° 56' 55" NB, 4° 51' 21" OL | 1931/14-33  | Woonhuis De Acht Zaligheden in traditionele stijl                                                        |
| Woonhuis De Acht Zaligheden in traditionele stijl                                                        | begin 20ste eeuw                    |                               | Lopikerweg 16                                  | 51° 56' 55" NB, 4° 51' 21" OL | 1931/14-34  | Woonhuis De Acht Zaligheden in traditionele stijl                                                        |
| Woonhuis, voorm. wagenschuur De Acht Zaligheden in traditionele stijl                                    | begin 20ste eeuw                    |                               | Lopikerweg 18                                  | 51° 56' 55" NB, 4° 51' 21" OL | 1931/14-35  | Woonhuis, voorm. wagenschuur De Acht Zaligheden in traditionele stijl                                    |
| Villa in traditionele stijl en kenmerken van het zakelijk expressionisme en de Larense School            | 1920-1925                           |                               | Lopikerweg 50                                  | 51° 57' 1" NB, 4° 51' 27" OL  | 1931/14-09  | Villa in traditionele stijl en kenmerken van het zakelijk expressionisme en de Larense School            |
| Voormalig watergemaal K. Vink in Amsterdamse School / De Stijl                                           | 1926-1927                           | Slodt Blaauboer               | Lopikerweg 54                                  | 51° 57' 14" NB, 4° 51' 15" OL | 1931/04-10  | Voormalig watergemaal K. Vink in Amsterdamse School / De Stijl                                           |
| Pakhuis, sigarenfabriek, zilverfabriek in traditionele stijl met kenmerken van overgangsarchitectuur     | 1922                                | aannemer C.P. Woudenberg      | Molenstraat 28                                 | 51° 56' 42" NB, 4° 51' 15" OL | 1931/14-36  | Pakhuis, sigarenfabriek, zilverfabriek in traditionele stijl met kenmerken van overgangsarchitectuur     |
| Landhuis met brug in zakelijk expressionisme-stijl                                                       | 1931                                | aannemer Mac. Daniël          | Nassaukade 1                                   | 51° 56' 53" NB, 4° 51' 22" OL | 1931/14-37  | Landhuis met brug in zakelijk expressionisme-stijl                                                       |
| Tegeltableau Arbeid Kost Kracht in rationalisme-stijl                                                    | eind jaren 1920                     |                               | Olivier van Noortplein nabij 2a, b, c          | 51° 56' 43" NB, 4° 50' 54" OL | 1931/05-018 | Tegeltableau Arbeid Kost Kracht in rationalisme-stijl                                                    |
| Wilhelminaboom                                                                                           | 1898                                |                               | Opweg (entree stadspark)                       | 51° 56' 56" NB, 4° 51' 4" OL  | 1931/05-013 | Meer afbeeldingen                                                                                        |
| Berging, voorm. zilversmidwerkplaats in traditionele baksteenarchitectuur                                | 1879 (oudere kern)                  |                               | Oude Haven 8                                   | 51° 56' 49" NB, 4° 51' 5" OL  | 1931/11-14  | Upload foto                                                                                              |
| Herenhuis, voorm. zilversmidwerkplaats in neo-Hollandse renaissancestijl                                 | 1904                                |                               | Oude Haven 21                                  | 51° 56' 52" NB, 4° 51' 6" OL  | 1931/05-017 | Herenhuis, voorm. zilversmidwerkplaats in neo-Hollandse renaissancestijl                                 |
| Zilversmidwerkplaats in traditionele baksteenarchitectuur                                                | 1900-1910                           |                               | Oude Haven 31                                  | 51° 56' 53" NB, 4° 51' 6" OL  | 1931/11-13  | Upload foto                                                                                              |
| Stijlklokkenfabriek, voorm. school L.F. van Kan in neorenaissancestijl                                   | 1903                                | L.F. Redeker                  | Oude Haven 36                                  | 51° 56' 52" NB, 4° 51' 4" OL  | 1931/14-10  | Meer afbeeldingen                                                                                        |
| Woonhuis, vorm. zilversmidhuis met zilversmidwerkplaats in traditionele baksteenarchitectuur             | 1914                                |                               | Oude Singel 60                                 | 51° 56' 40" NB, 4° 50' 56" OL | 1931/11-15  | Woonhuis, vorm. zilversmidhuis met zilversmidwerkplaats in traditionele baksteenarchitectuur             |
| Voorm. woning met zilversmidwerkplaats in traditionele baksteenarchitectuur                              | 1890 (woongebouw) 1896 (werkplaats) |                               | Oude Singel 92                                 | 51° 56' 42" NB, 4° 50' 55" OL | 1931/11-16  | Voorm. woning met zilversmidwerkplaats in traditionele baksteenarchitectuur                              |
| Herenhuis in verschillende neostijlen                                                                    | ca 1915                             |                               | Oude Singel 174                                | 51° 56' 51" NB, 4° 50' 55" OL | 1931/14-11  | Herenhuis in verschillende neostijlen                                                                    |
| Woning, voorm. woning annex kaas-/ veevoederpakhuis Het witte huis aan de rivier in neoclassicisme-stijl | ca 1880                             |                               | Scheepmakershaven 1                            | 51° 56' 35" NB, 4° 51' 7" OL  | 1931/14-38  | Woning, voorm. woning annex kaas-/ veevoederpakhuis Het witte huis aan de rivier in neoclassicisme-stijl |
| Woning met erker Klaver 5 in traditionele stijl met eclecticisme                                         | 19de eeuw                           |                               | Scheepmakershaven 4                            | 51° 56' 37" NB, 4° 51' 6" OL  | 1931/14-39  | Woning met erker Klaver 5 in traditionele stijl met eclecticisme                                         |
| Woonhuis, voormalig boerderij met kenmerken van eclectische stijl                                        | 1910                                |                               | Spoorsingel 11                                 | 51° 56' 55" NB, 4° 50' 51" OL | 1931/05-016 | Woonhuis, voormalig boerderij met kenmerken van eclectische stijl                                        |
| Woningen, voorm. stationsgebouw met dienstwoning met kenmerken van eclecticisme en art nouveau           | 1903                                | L.A.M. Ankersmit              | Spoorstraat 1                                  | 51° 56' 58" NB, 4° 50' 59" OL | 1931/14-12  | Woningen, voorm. stationsgebouw met dienstwoning met kenmerken van eclecticisme en art nouveau           |
| Woonhuis, voorm. zilverfabriek in zakelijke Stijl en invloeden Haagse School-stijl                       | 1926                                | W. van der Laan               | Spoorstraat 6                                  | 51° 56' 56" NB, 4° 50' 58" OL | 1931/11-17  | Woonhuis, voorm. zilverfabriek in zakelijke Stijl en invloeden Haagse School-stijl                       |
| Villa in de stijl van de Amsterdamse School en de Stijlgroep                                             | 1926                                | D. Visser                     | Spoorstraat 58                                 | 51° 56' 50" NB, 4° 50' 51" OL | 1931/14-13  | Villa in de stijl van de Amsterdamse School en de Stijlgroep                                             |
| Appartementen, voorm. bakkerij-woonhuis in classicisme-stijl met neoclassicistische winkelpui            | (vroeg-)18e-eeuwse kern             |                               | Stadhuisstraat 17-19, Lange Weistraat 10a-10b  | 51° 56' 43" NB, 4° 51' 10" OL | 1931/14-40  | Appartementen, voorm. bakkerij-woonhuis in classicisme-stijl met neoclassicistische winkelpui            |
| Villa, voorm. pastorie in zakelijk expressionisme-stijl                                                  | 1933-1934                           | D. Visser                     | Stationsplein 2                                | 51° 56' 57" NB, 4° 50' 59" OL | 1931/14-14  | Villa, voorm. pastorie in zakelijk expressionisme-stijl                                                  |
| Langhuisboerderij Roosenburg                                                                             | 1901                                |                               | Tiendweg 1-1a                                  | 51° 56' 37" NB, 4° 51' 48" OL | 1931/14-17  | Langhuisboerderij Roosenburg                                                                             |
| Keuken, voorm. zilversmidwerkplaats in traditionele baksteenarchitectuur                                 | 1875                                |                               | Tol 2                                          | 51° 56' 37" NB, 4° 51' 6" OL  | 1931/11-18  | Keuken, voorm. zilversmidwerkplaats in traditionele baksteenarchitectuur                                 |
| Herenhuis in eclectische stijl                                                                           | 1875                                |                               | Tol 5                                          | 51° 56' 37" NB, 4° 51' 6" OL  | 1931/14-42  | Herenhuis in eclectische stijl                                                                           |
| Lunchroom met woonhuis op verdieping, voorm. winkel/woonhuis in invloeden neorenaissance                 | 1886                                |                               | Tol 12                                         | 51° 56' 38" NB, 4° 51' 8" OL  | 1931/05-015 | Lunchroom met woonhuis op verdieping, voorm. winkel/woonhuis in invloeden neorenaissance                 |
| Dubbel woonhuis, voorm. postkantoor met kenmerken van eclecticisme                                       | 1885                                |                               | Veerstraat 5                                   | 51° 56' 36" NB, 4° 51' 9" OL  | 1931/05-014 | Dubbel woonhuis, voorm. postkantoor met kenmerken van eclecticisme                                       |
| Kantoor, voorm. kaaspakhuis en laboratorium in traditionele stijl                                        | ca 1900                             |                               | Veerstraat 14                                  | 51° 56' 36" NB, 4° 51' 11" OL | 1931/14-15  | Kantoor, voorm. kaaspakhuis en laboratorium in traditionele stijl                                        |
| Woonhuis annex verffabriek in traditionele stijl met eclecticisme                                        | 1891                                |                               | Voorhaven 33                                   | 51° 56' 36" NB, 4° 51' 1" OL  | 1931/14-41  | Woonhuis annex verffabriek in traditionele stijl met eclecticisme                                        |
| Herenhuis in neorenaissancestijl                                                                         | eind 19de eeuw                      |                               | Wal 12                                         | 51° 56' 36" NB, 4° 51' 13" OL | 1931/05-009 | Herenhuis in neorenaissancestijl                                                                         |
| Fabriek, voorm. kerk Plateelbakkerij Schoonhoven in zakelijk expressionisme en art-decostijl             | 1929                                | A. Nieuwpoort                 | Wal 14                                         | 51° 56' 40" NB, 4° 51' 17" OL | 1931/14-18  | Meer afbeeldingen                                                                                        |
| Woning, voorm. stadsboerderij in 19e-eeuwse traditionele bouwstijl                                       | 1850-1875                           |                               | Wal 26c                                        | 51° 56' 43" NB, 4° 51' 17" OL | 1931/05-010 | Woning, voorm. stadsboerderij in 19e-eeuwse traditionele bouwstijl                                       |
| Woning, voorm. stadsboerderij in 19e-eeuwse traditionele bouwstijl                                       | 1850-1875                           |                               | Wal 26b                                        | 51° 56' 45" NB, 4° 51' 17" OL | 1931/05-011 | Woning, voorm. stadsboerderij in 19e-eeuwse traditionele bouwstijl                                       |
| Bartholomeuskerk (oud-katholiek) in neostijlen                                                           | 1903-1905                           | J.G. Copper                   | Wal 30                                         | 51° 56' 46" NB, 4° 51' 17" OL | 1931/05-007 | Bartholomeuskerk (oud-katholiek) in neostijlen                                                           |
| Pastorie van Bartholomeuskerk (oud-katholiek) in neostijlen                                              | 1903-1905                           | J.G. Copper                   | Wal 32                                         | 51° 56' 46" NB, 4° 51' 17" OL | 1931/05-008 | Pastorie van Bartholomeuskerk (oud-katholiek) in neostijlen                                              |
| Sint-Bartholomeuskerk (rooms-katholiek) in neoromaanse en neogotische stijl                              | 1873                                | E.F. Margry                   | Wal 63                                         | 51° 56' 50" NB, 4° 51' 18" OL | 1931/05-006 | Sint-Bartholomeuskerk (rooms-katholiek) in neoromaanse en neogotische stijl                              |